# 南ひばりガ丘
南ひばりガ丘（みなみひばりがおか）は兵庫県宝塚市の地名。一丁目から三丁目までが存在する。郵便番号は、665-0811。

## 概要
南ひばりガ丘は1955年まで長尾村の一部であったが1955年3月10日に宝塚市の一部となった。

## 世帯数と人口
2022年（令和4年）10月1日現在の世帯数と人口は以下の通りである。
| 町丁               | 世帯数    | 人口    |
| ------------------ | --------- | ------- |
| 南ひばりガ丘一丁目 | 305世帯   | 736人   |
| 南ひばりガ丘二丁目 | 436世帯   | 965人   |
| 南ひばりガ丘三丁目 | 378世帯   | 864人   |
| 計                 | 1,119世帯 | 2,565人 |

## 小・中学校の学区
市立小・中学校に通う場合、学区は以下の通りとなる。
| 町丁               | 街区           | 小学校               | 中学校                     |
| ------------------ | -------------- | -------------------- | -------------------------- |
| 南ひばりガ丘一丁目 | 全域           | 宝塚市立長尾小学校   | 宝塚市立南ひばりガ丘中学校 |
| 南ひばりガ丘二丁目 | 1-5番、10番    | 宝塚市立長尾小学校   | 宝塚市立南ひばりガ丘中学校 |
| 南ひばりガ丘二丁目 | 6-9番、11-14番 | 宝塚市立長尾南小学校 | 宝塚市立南ひばりガ丘中学校 |
| 南ひばりガ丘三丁目 | 全域           | 宝塚市立長尾南小学校 | 宝塚市立南ひばりガ丘中学校 |